# Fédération française de tir à l'arc
La Fédération française de tir à l'arc (FFTA) est chargée d'organiser et de développer la pratique du tir à l'arc en France. Elle regroupe une partie des clubs faisant pratiquer le tir à l'arc, avec la FFTL, et organise chaque année les championnats de France.
Elle est membre de la World Archery Federation et de la World Archery Europe.

## Création
Le 9 avril 1899, lors de la préparation des Jeux Olympiques de Paris en 1900, la Fédération des compagnies d'arc de l'Île-de-France voit le jour. Elle se renomme Fédérations des compagnies d'arc de France en 1911.
Elle prend définitivement le nom de Fédération française de tir à l'arc le 27 avril 1928.

## Organisation

### Les présidents de la FFTA
- 1899 - 1911 : Octave Jay
- 1911 - 1914 : Clément Quervel
- 1914 - 1925 : Octave Jay
- 1925 - 1930 : Clément Quervel
- 1930 - 1936 : Paul Canet
- 1936 - 1953 : Léon Heraude
- 1953 - 1956 : René Ternynck
- 1956 - 1964 : Édouard Catimel
- 1964 - 1972 : André Delbecque
- 1972 - 2000 : François De Massary
- 2000 - 2017 : Philippe Bouclet
- 2017 - 2024 : Jean-Michel Cléroy[3]
- Depuis décembre 2024 : Julien Mégret[4]

### Les Ligues régionales
Les ligues régionales constituent le regroupement sportif et administratif des Comités Départementaux et des clubs ou associations. Elles assurent la liaison entre la fédération française de tir à l'arc et les clubs relevant de leur zone géographique. Elles coordonnent l'ensemble des calendriers départementaux pour les compétitions, stages et championnats et organisent les championnats de ligues, stages régionaux et toutes compétitions régionales.

#### Métropole
- Comité régional d'Auvergne-Rhône-Alpes de tir à l'arc
- Comité régional de Bourgogne-Franche-Comté de tir à l'arc
- Comité régional de Bretagne de tir à l'arc
- Comité régional du Centre Val de Loire de tir à l'arc
- Comité régional de Corse de tir à l'arc
- Comité régional du Grand Est de tir à l'arc
- Comité régional des Haut-de-France de tir à l'arc
- Comité régional d'Île-de-France de tir à l'arc
- Comité régional de Normandie de tir à l'arc
- Comité régional de Nouvelle Aquitaine de tir à l'arc
- Comité régional des Pays de la Loire de tir à l'arc
- Comité régional d'Occitanie de tir à l'arc
- Comité régional de Provence Alpes Cote d'Azur de tir à l'arc

#### Outre-Mer
- Comité régional de Guadeloupe de tir à l'arc
- Comité régional de Guyane de tir à l'arc
- Comité régional de la Martinique de tir à l'arc
- Comité régional de Nouvelle-Calédonie de tir à l'arc
- Comité régional de la Réunion de tir à l'arc

## Membres
Age des jeunes licenciés en 2019
- Poussins (-10 ans) (17 %)
- Benjamins (11-12 ans) (24 %)
- Minimes (13-14 ans) (28 %)
- Cadets (15-17 ans) (31 %)

En 1972, la fédération comptait 5 000 licenciés,. Ce nombre monte à 40 000 licenciés en 1992, puis dépasse les 70 000 licenciés, le 19 février 2013 et atteint finalement 77 255 licenciés en 2019.
En 2021, la Fédération compte 71 956 licenciés. À cause de la pandémie de Covid-19, le nombre de licences chute de près de 20 % en 2021 et tombe à 57 291.
En 2024, la FFTA dépasse son record, avec plus de 80 000 licenciés.
En 2011, la fédération comptait 23 % de femmes, ce chiffre augmente à 29,2 % en 2019, à 31 % en 2021 et à 34% en 2022,.
On compte en 2019 environ 5000 jeunes de moins de 10 ans.
Parmi les 1 603 clubs affiliés FFTA (1 642 en 2019), la moyenne du nombre de licenciés est de 48 par club, cependant 56 % des clubs se situent sous cette moyenne. 41 clubs comptent plus de 120 archers, 16 plus de 150 et 2 plus de 200. 109 clubs ont plus de 100 licenciés, soit 6,7 % des clubs français qui regroupent 13 414 licenciés.
Le graphique qui aurait dû être présenté ici ne peut pas être affiché car il utilise l'ancienne extension Graph, désactivée pour des questions de sécurité. Des indications pour créer un nouveau graphique avec la nouvelle extension Chart sont disponibles ici.

Le graphique qui aurait dû être présenté ici ne peut pas être affiché car il utilise l'ancienne extension Graph, désactivée pour des questions de sécurité. Des indications pour créer un nouveau graphique avec la nouvelle extension Chart sont disponibles ici.

## Labellisation
La FFTA attribue des labels aux clubs dont elle juge qu'ils font des efforts de structuration. Ses labels sont basés sur des critères comme l'accueil, l'apprentissage, les infrastructures et les performances des archers, ils prennent notamment en compte les disciplines de parcours.
Les premiers labels attribués étaient le bronze, l'argent et l'or ; allant d'un club en cours de structuration à un club bien structuré et capable de produire des résultats.
Une nouvelle labellisation devait voir le jour en septembre 2020, mais elle a été reportée en septembre 2021 à cause de la Pandémie de Covid-19. La FFTA a en effet jugé préférable de laisser un an au club pour se remettre de la crise tant sur le plan financier que sur le plan des effectifs et des projets.
La nouvelle labellisation comprendra 4 labels (contre 3 dans l'ancienne labellisation). Pour obtenir un label, le club devra remplir une liste de critères obligatoires. Les quatre labels étant du moins bon au meilleur : Label Espoir, Label Ambition, Label Excellence et le Label Élite.
Pour obtenir un label, le club devra également valider un critère au choix parmi une liste. Pour le Label Élite, un club remplit donc au moins 4 de ces critères : Moins de 10 ans, Animation/Découverte, Mixité, Compétition, Parcours, Tir à l'arc sur ordonnance, Handicap, Citoyen, Label ETAF : École du Tir à l'arc français.
En 2020, la FFTA recense 128 clubs Label Or, 165 clubs Label Argent et 362 clubs Label Bronze, pour un total de 655 clubs labellisés sur les 1622 clubs de la fédération soit un pourcentage de 40 %.
En 2021, à la suite du déploiement de la nouvelle labellisation, la fédération compte 41 clubs Espoir, 173 Ambition, 34 Excellence et 5 Élite.

## Compétitions
Organisés par la Fédération, les Championnats de France concernent différents secteurs d'activité.

### En individuel
- Championnat de France de tir en salle
- Critérium national arc nu (championnat de tir en salle avec des arcs sans viseur)
- Championnat de France scratch de tir en campagne
- Championnat de France scratch arc à poulies de tir en extérieur (archers seniors et vétérans uniquement)
- Championnat de France scratch arc classique de tir en extérieur (tir FITA ou olympiques)
- Tournoi National Jeunes (benjamins à juniors)
- Championnat de France Fédéral
- Championnat de France individuel de tir nature
- Championnat de France Individuel de tir 3D
- Championnat de France Beursault

### Par équipes
- Championnat de France D1 (Division 1)
- Championnat de France D2 (Division 2)
- Championnat de France de DNAP (Division Nationale Arc à Poulies)
- Division Régionale (championnat régional par équipes de clubs permettant de déterminer les équipes participantes pour disputer la montée en D2 pour les équipes arcs classiques et la montée en DNAP pour les équipes arcs à poulies)
- Critérium de France par équipes de tir nature
- Championnat de France par équipes de tir 3D